# サジド・ジャヴィド
サジド・ジャヴィド (Sajid Javid  [ˈsædʒɪd ˈdʒævɪd], 1969年12月5日 - ) は、イギリスの保守党所属の政治家。2010年から2024年まで庶民院議員（ブロムスグローヴ選挙区選出）で、その間2018年から2019年まで内務大臣、2019年から2020年まで財務大臣、2021年6月から2022年7月まで保健・社会介護大臣を務めた。四大閣僚のふたつを務めた初めてのアジア系イギリス人である。

## 来歴
1969年12月5日、ランカシャー、ロッチデールにパキスタン系移民の子として生まれる。
エクセター大学で経済学と政治学を学ぶ。ビジネスと金融業界で働き、25歳にしてチェース・マンハッタン銀行の副社長となる。その後ロンドンのドイツ銀行へ移り、2009年に退職。
2010年にブロムスグローヴ選挙区から選出されて保守党所属の庶民院議員となる。以降、保守党政権下で財務省経済担当官（在職2012年9月-2013年10月、2013年10月-2014年4月）、 文化・メディア・スポーツ大臣（在職2014年4月-2015年5月）、ビジネス・イノベーション・技能大臣（2015年5月-2016年7月）、住宅・コミュニティ・地方自治大臣 （在職2016年7月-2018年4月）、内務大臣（在職2018年4月-2019年7月）、財務大臣（在職2019年7月-2020年2月）を歴任した。
首相ボリス・ジョンソンに補佐官チームの解任を求められたところ、補佐官を擁護して解任を拒否したため財務大臣を更迭され、第2次ジョンソン内閣から去った。ところが、2021年6月26日にマット・ハンコック保健・社会介護大臣が不倫問題で辞任したことを受けて後任に就任し、第2次ジョンソン内閣に舞い戻ることとなった。2022年7月5日、不祥事が相次ぐジョンソン政権への抗議のため、リシ・スナク財務大臣と共に辞任を表明し、ジョンソン首相辞任の引き金となった。これを受けて実施されることになった保守党党首選挙に名乗りを上げたが、推薦人が集まらず辞退した。2024年総選挙には立候補せず、引退した。